# Bonawentura z Barcelony
Bonawentura z Barcelony OFM, właśc. Miquel Baptista Gran Peris (ur. 24 listopada 1620 w Riudoms, zm. 11 września 1684 w Rzymie) – kataloński franciszkanin, brat zakonny, błogosławiony Kościoła rzymskokatolickiego

## Życiorys
Urodził się w rodzinie Michała i Katarzyny Perris w Riudoms w Hiszpanii. Początkowo trudnił się pasterstwem. Wcześnie wstąpił w związek małżeński, ale szybko owdowiał. Do franciszkanów wstąpił 14 lipca 1640, w Escornalbou. W latach 1642–1651 przebywał w klasztorze pw. św. Antoniego Padewskiego w Mora. Po krótkim pobycie w Figueras, przez pięć lat pełnił obowiązki kucharza i infirmiarza w Tarrassa. W 1658 wyruszył do Rzymu, będąc przekonanym, iż musi dla odnowienia życia franciszkańskiego w prowincji rzymskiej przyczynić się do zakładania eremów. Pierwszy z eremów udało mu się założyć w Ponticelli Sabino koło Rieti w 1662. Następnie przyczynił się do powstania podobnych pustelni franciszkańskich w: Vicovaro, Montorio Romano, Pofi, Vallecorsa i na Palatynie w Rzymie. Jego reforma znalazła poparcie papieża Aleksandra VII oraz kardynałów: Francesco Barberiniego i Cesare Facchinettiego. W jego pustelniach rekolekcyjnych starano się zachowywać regułę franciszkańską „dosłownie” (łac. sine glossa).
Bł. Bonawentura szukał wsparcia dla swojego dzieła pomocy ubogim u kardynałów i biskupów rezydujących w wiecznym mieście. Nazywano go Apostołem Rzymu. Zmarł w klasztorze na Palatynie 11 września 1684. Beatyfikował go Pius X w 1906.